# Dana Spálenská
Dana Spálenská nata Beldová (Jablonec nad Nisou, 10 febbraio 1950) è un'ex slittinista cecoslovacca.
Dopo la "rivoluzione di velluto" e il conseguente scioglimento della Cecoslovacchia (1993), acquisì la cittadinanza ceca.

## Biografia
Inizialmente conosciuta come Dana Beldová, dopo il matrimonio avvenuto nel 1972 prese il cognome del marito e solo saltuariamente venne indicata come Dana Beldová-Spálenská.
Gareggiò per la nazionale cecoslovacca esclusivamente nella specialità del singolo e prese parte a due edizioni dei Giochi olimpici invernali: a Grenoble 1968 giunse sesta e ad Innsbruck 1976, in quella che fu la sua ultima competizione a livello internazionale, concluse in decima posizione.
Ottenne il suo più importante risultato conquistando la medaglia di bronzo ai campionati mondiali di Hammarstrand 1975.

## Palmarès

### Mondiali
- 1 medaglia:
  - 1 bronzo (singolo ad Hammarstrand 1975).